# Куп Републике Српске у фудбалу 2002/03.
Куп Републике Српске у фудбалу 2002/03. је десета сезона овог такмичења које се одржава на територији Републике Српске у организацији Фудбалског савеза Републике Српске. Прво такмичење је одржано у сезони 1993/94.
У Купу Републике Српске учествују фудбалски клубови са подручја Републике Српске. Клубови нижег нивоа такмичења морају у оквиру подручних савеза изборити учешће у Купу. Такмичењу се од шеснаестине финала прикључују и клубови из Прве лиге Републике Српске и клубови из Републике Српске који се такмиче у Премијер лиги Босне и Херцеговине.
Парови се извлаче жребом. До полуфинала се игра по једна утакмица, у полуфуналу две а финална утакмица се игра на стадиону одређеном накнадно или се играју две утакмице. У овој сезони, одређено је да у осмини финала, четвртфиналу и полуфиналу се одиграју по два меча, а финале је играно на неутралном терену.
Финална утакмица је одиграна на Градском стадиону у Бања Луци. Јединство из Брчког је победило екипу Модриче Максиме из Модриче резултатом 1:0, те на тај начин освојило први куп у својој историји.

## Парови и резултати

### Шеснаестина финала
- Напомена: Неке утакмице су се играле код куће / у гостима, а неки парови у овој фази су одиграли само по једну утакмицу.[3]

| Бр. ут. | Домаћин                 | Резултат             | Гост                  |
| ------- | ----------------------- | -------------------- | --------------------- |
| 1       | Борац Машићи            | 1:6                  | Слобода Нови Град     |
| 2       | Љубић Прњавор           | 0:1                  | Борац Бања Лука       |
| 3       | Напријед Бања Лука      | 0:0 (4:3 Пен.)       | Омладинац Бања Лука   |
| 4       | Слога Србац             | 4:2; 1:7 укупно 5:9  | Рудар Приједор        |
| 5       | Романија Пале           | 0:5                  | Леотар                |
| 6       | Славија Српско Сарајево | 3:1                  | Младост Гацко         |
| 7       | Рудар Угљевик           | 2:1                  | Дрина Зворник         |
| 8       | Боксит Милићи           | 4:0; 0:2 укупно 4:2  | Стакорина Чајниче     |
| 9       | БСК Бања Лука           | 5:0                  | Раван Међеђа          |
| 10      | Модрича Максима         | 0:0 (5:4 Пен.)       | Козара Градишка       |
| 11      | Јединство Црквина       | 0:0 (5:4 Пен.)       | Полет Српски Брод     |
| 12      | Слога Добој             | 0:3                  | Никос Канбера Руданка |
| 13      | Лединци                 | 0:1; 0:3 укупно 0:4  | Дрина ХЕ Вишеград     |
| 14      | Младост Лончари         | 2:4; 0:9 укупно 2:13 | Напредак Доњи Шепак   |
| 15      | Гласинац Соколац        | 0:3                  | Јединство Брчко       |
| 16      | Озрен Петрово           | 0:3                  | Радник Бијељина       |

### Осмина финала
| Бр. ут. | Домаћин                 | Резултат                  | Гост                  |
| ------- | ----------------------- | ------------------------- | --------------------- |
| 1       | Модрича Максима         | 1:0; 2:3 укупно 3:3 (пгг) | Слобода Нови Град     |
| 2       | Јединство Црквина       | 0:1; 1:3 укупно 1:4       | БСК Бања Лука         |
| 3       | Радник Бијељина         | 1:1; 0:1 укупно 1:2       | Рудар Угљевик         |
| 4       | Напредак Доњи Шепак     | 3:4; 1:1 укупно 4:5       | Јединство Брчко       |
| 5       | Рудар Приједор          | 1:0; 0:4 укупно 1:4       | Никос Канбера Руданка |
| 6       | Напријед Бања Лука      | 0:4; 0:1 укупно 0:5       | Љубић Прњавор         |
| 7       | Славија Српско Сарајево | 0:0 (4:5 Пен.)            | Леотар                |
| 8       | Дрина ХЕ Вишеград       | —                         | Боксит Милићи одустао |

### Четвртфинале
| Утак. | Клуб, Место              | Укупан резултат | Клуб, Место                  | 1. утакмица | 2. утакмица |
| ----- | ------------------------ | --------------- | ---------------------------- | ----------- | ----------- |
| 1.    | Модрича Максима, Модрича | 1:0             | Леотар, Требиње              | 1:0         | од          |
| 2.    | Љубић, Прњавор           | 3:1             | Никос Канбера Руданка, Добој | 1:1         | 2:0         |
| 3.    | Рудар, Угљевик           | 0:2             | Дрина ХЕ, Вишеград           | 0:2         | 0:0         |
| 4.    | БСК, Бања Лука           | 1:4             | Јединство, Брчко             | 1:1         | 0:3         |

### Полуфинале
| Утак. | Клуб, Место              | Укупан резултат | Клуб, Место        | 1. утакмица | 2. утакмица |
| ----- | ------------------------ | --------------- | ------------------ | ----------- | ----------- |
| 1.    | Модрича Максима, Модрича | 4:2             | Дрина ХЕ, Вишеград | 4:2         | 0:0         |
| 2.    | Јединство, Брчко         | 5:1             | Љубић, Прњавор     | 4:1         | 1:0         |

## Финале
25. јун 2003. Градски стадион, Бања Лука
Стрелци: Драгиша Жугић у 86. минуту
| Клуб, Место              | Резултат | Клуб, Место      |
| ------------------------ | -------- | ---------------- |
| Модрича Максима, Модрича | 0:1      | Јединство, Брчко |

| Победник Купа Републике Српске у фудбалу 2002/03. |
| ------------------------------------------------- |
| Јединство Брчко 1. титула                         |